# Ashby (BART)
Ashby es una estación en las líneas Richmond–Fremont y Richmond–Millbrae del BART. La estación se encuentra localizada en 3100 Adeline Street en Berkeley, California. La estación Ashby fue inaugurada el 29 de enero de 1973. El Distrito de Transporte Rápido del Área de la Bahía es la encargada por el mantenimiento y administración de la estación.

## Descripción
La estación Ashby cuenta con 1 plataforma central y 2 vías. La estación también cuenta con 715 de espacios de aparcamiento.

## Conexiones
La estación es abastecida por las siguientes conexiones de autobuses: 
- Rutas del AC Transit': Rutas 12, 49 (local); 800 (All Nighter, en la Calle Adeline); F (Transbay, en la Calle Adeline)